# 阿米娜·賓·瓦布

阿米娜·賓·瓦布（伊斯蘭書法）

阿米娜·賓·瓦布（阿拉伯语：‎；549年—577年），阿卜杜拉·本·阿卜杜勒·穆塔利卜的妻子，伊斯蘭教創始人穆罕默德的母親。她是瓦布·本·阿布德·馬納夫的女兒，屬於巴努祖拉部族。